# Canillas de Albaida
Canillas de Albaida – gmina w Hiszpanii, w prowincji Malaga, w Andaluzji, o powierzchni 33,21 km². W 2011 roku gmina liczyła 964 mieszkańców.